# 津軽大沢駅
津軽大沢駅（つがるおおさわえき）は、青森県弘前市大字大沢字稲元にある弘南鉄道大鰐線の駅である。駅番号はKW 08。

## 歴史
- 1952年（昭和27年）1月26日：弘前電気鉄道により開業する。
- 1970年（昭和45年）10月1日：弘南鉄道に譲渡される。出札と改札の業務を外部委託とする。
- 1971年（昭和46年）11月8日：車両検修所が構内に新設される。
- 1972年（昭和47年）7月1日：出改札業務の外部委託を廃止し、直営に戻す。
- 1974年（昭和49年）10月1日：出改札業務を外部委託とする。
- 年月日不明[いつ?]：出改札業務の外部委託を廃止、直営に戻す。
- 2011年（平成23年）11月30日：この日をもって駅員の配置をとりやめるとともに、出改札業務を終了する。

## 駅構造

石川小学校PTAにより駅前に設置された注意喚起の看板

島式ホーム1面2線を有する、列車交換が可能な地上駅である。木造駅舎を有する。駅員は終日にわたり配置されていない無人駅である。
大鰐線の運行管理（運転指令）を行う駅であり、構内には車両検修所（車庫と検修所）・電気管理所・変電所・保線管理所がある。
のりば
| 番線   | 路線    | 方向 | 行先         |
| ------ | ------- | ---- | ------------ |
| 駅舎側 | ■大鰐線 | 上り | 大鰐方面     |
| 反対側 | ■大鰐線 | 下り | 中央弘前方面 |

※案内上ののりば番号は割り当てられていない。
備考
- 当駅を発着する列車は右側通行となっている。

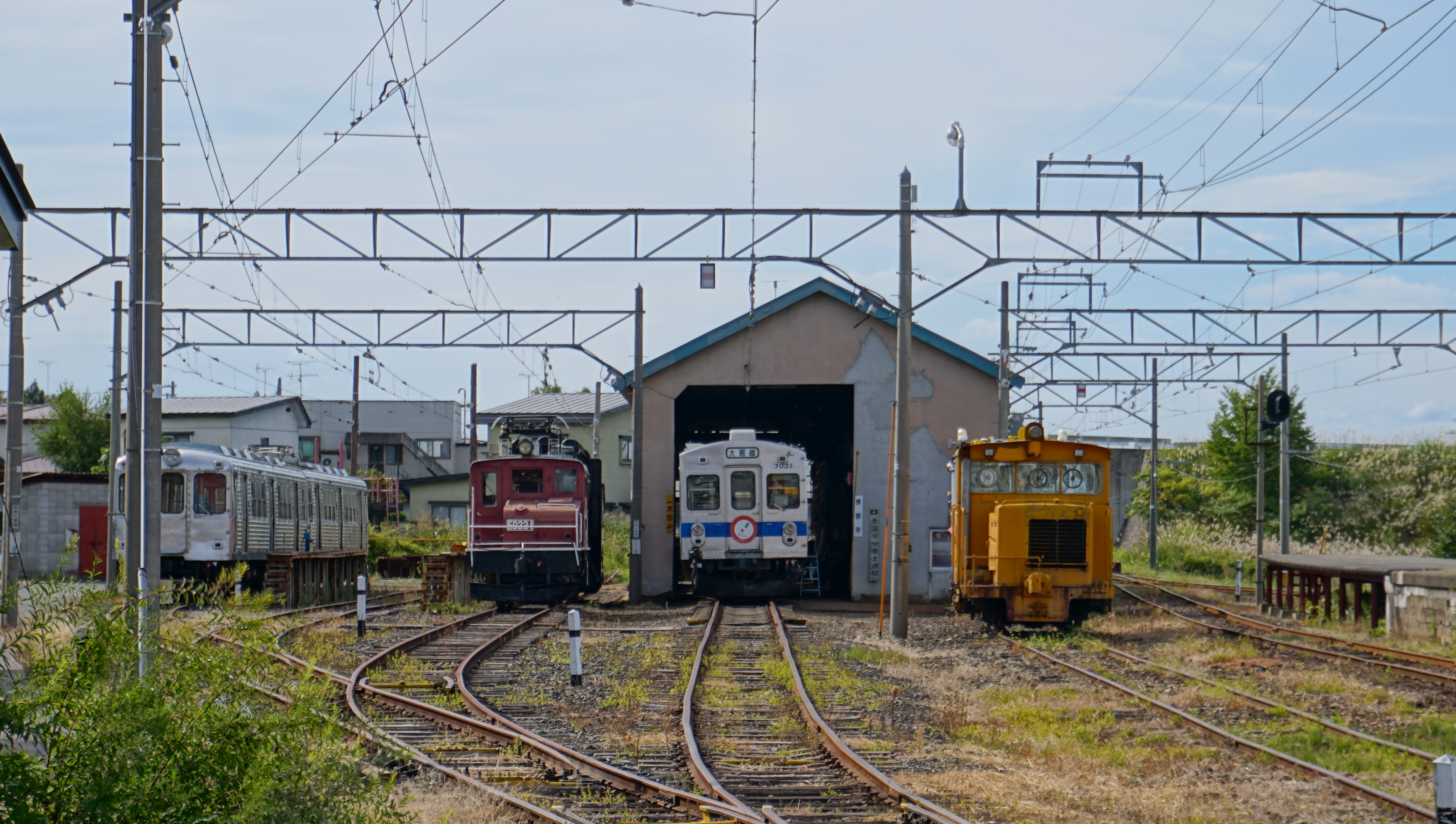
駅に併設された車両検修所

## 利用状況
| 1日乗降人員推移 | 1日乗降人員推移 |
| 年度            | 1日平均人数     |
| --------------- | --------------- |
| 2011年          | 133             |
| 2012年          | 138             |
| 2013年          | 118             |
| 2014年          | 106             |
| 2015年          | 116             |
| 2016年          | 99              |
| 2017年          | 107             |

## 駅周辺
- 大沢簡易郵便局
- 特別養護老人ホーム 白寿園

## 隣の駅
弘南鉄道
■大鰐線
義塾高校前駅（KW 09） - 津軽大沢駅（KW 08） - 松木平駅（KW 07）